# Thyene scalarinota
Thyene scalarinota là một loài nhện trong họ Salticidae.
Loài này thuộc chi Thyene. Thyene scalarinota được Embrik Strand miêu tả năm 1907.